# 토코프리아속
토코프리아속(Tokophrya)은 흡관충류 속의 일종이다. 토코프리아 렘나룸(Tokophrya lemnarum)을 포함하고 있다.